# Addestramento reclute

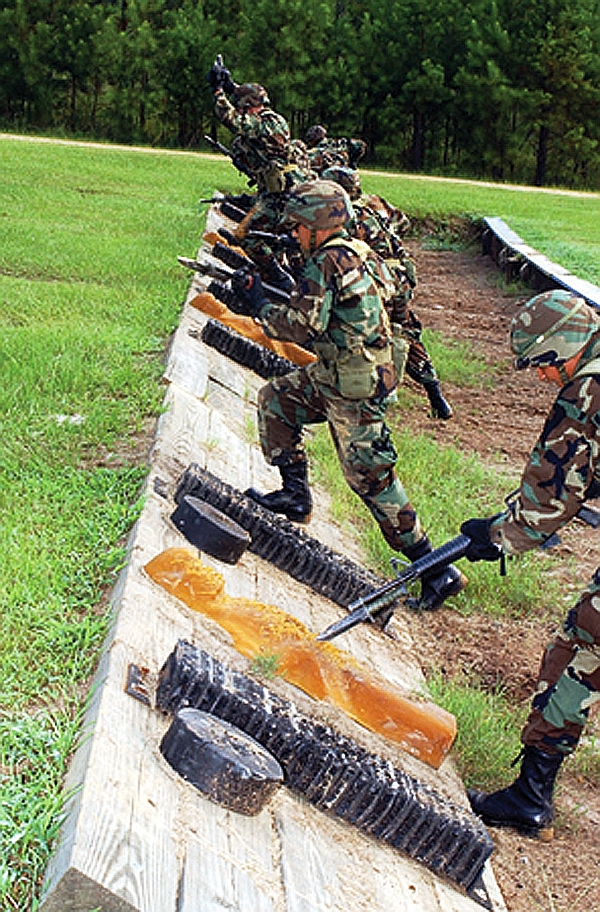
Reclute dello U.S. Army si esercitano nel combattimento con la baionetta a Fort Benning, marzo 2004.

Per addestramento reclute, nel lessico militare, si intende il periodo di formazione militare impartito alle reclute.

## Nel mondo

### Italia
Presso le forze armate italiane la formazione militare iniziale avviene generalmente nelle prime 10-12 settimane dall'incorporamento, presso un Reparto addestrativo dedicato allo scopo.

#### Esercito
Presso l'Esercito Italiano la formazione basica è impartita presso i RAV per un periodo di 12 settimane dall'incorporamento, dove gli allievi frequentatori assumono la qualifica di Allievo VFP1 e si preparano per un successivo impiego presso un reparto non operativo, ovvero per specializzarsi per l'impiego operativo o nel supporto al combattimento presso le Scuole d'Arma della forza armata.
L'iter formativo basico prevede:
- Educazione formale;
- Formazione fisica;
- Diritto e regolamenti militari;
- Addestramento individuale al combattimento;
- Orientamento diurno e notturno e navigazione terrestre;
- Armi e tiro (arma individuale e di reparto);
- Tecniche di mascheramento;
- Igiene e primo soccorso;
- Utilizzo delle apparecchiature tlc.

#### Marina Militare
Le reclute della Marina Militare ricevono la formazione iniziale presso le
Scuole Sottufficiali della Marina Militare per i VFP.

#### Aeronautica Militare
La formazione degli Allievi VFP1 reclutati nell'Aeronautica militare, è affidata alla scuola volontari di truppa dell'Aeronautica Militare con sede a Taranto.

### Stati Uniti
Negli Stati Uniti d'America, l'addestramento delle reclute nell'U.S. Army è chiamato "BCT" (basic combat training), nella U.S. Navy e nel U.S. Marine Corps è chiamato "recruit training" (ed in modo colloquiale ma molto noto boot camp), nell'U.S. Air Force "BMT" (basic military training). In alcuni casi, al termine  del corso formativo basico, il personale formato riceve dei badge o altri distintivi di merito per il superamento del corso. Nel corpo dei Marines, il superamento del ciclo formativo iniziale consente alla recluta di indossare i distintivi tipici del Corpo, segno formale dell'avanzamento della recluta da "allievo" a "marine". Stesso discorso dicasi per la marina, dove i "diplomati" ai corsi di formazione iniziale sostituiscono alla scritta "recruit" apposta sul copricapo, quella di "navy".
Le reclute dell'Esercito degli Stati Uniti sono assegnate ad una diversa Scuola di formazione iniziale, a seconda di quale sia il loro incarico di assegnazione.